# Církevní titul

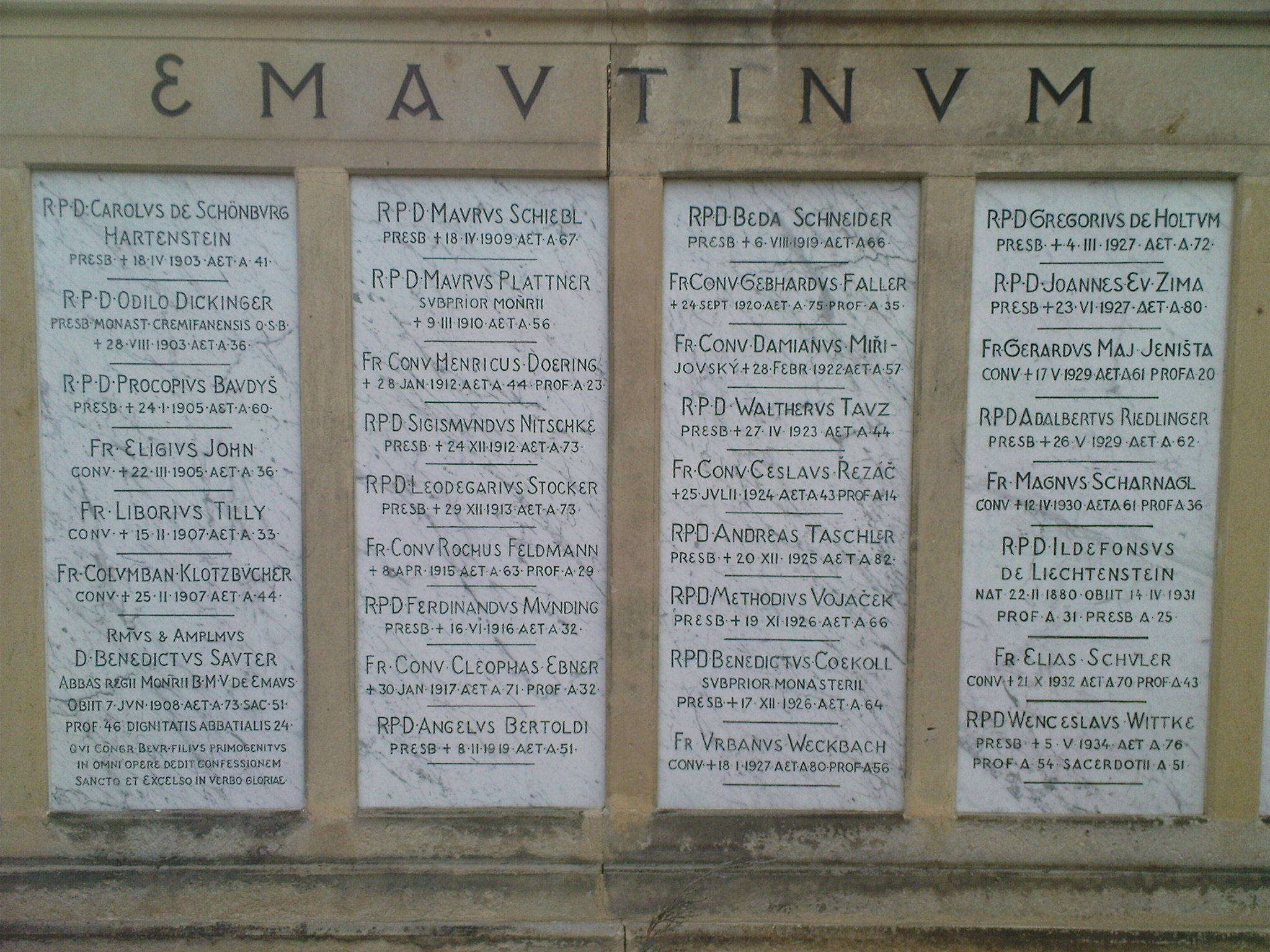
Zkratky některých méně obvyklých církevních titulů a oslovení (hrobka emauzských benediktinů, Vyšehradský hřbitov, Praha)

Církevní titul se užívá v římskokatolické církvi v souvislosti s různým vyjádřením pocty určité osobě na základě jejího stavu, hodnosti nebo úřadu.

## Oslovení
K základním církevním titulům katolických duchovních patří mezi jinými:
- u bohoslovců „Ctihodný pán“;
- u kněží „Důstojný pán“, („Velebný pán“[p 2]);
- u vikářů apod. „Veledůstojný pán“;
- u proboštů: „Jeho Milost“;
- u biskupů: „Jeho Excelence“ a
- u kardinálů: „Jeho Eminence“.
- Oslovení „Jeho Svatost“ je vyhrazeno pouze papeži.

V úředním písemném slohu těmto církevním titulům přináležejí odpovídající zkratky. Při oslovení se používá vokativní forma: „Důstojný pane“ („Velebný pane“), „Veledůstojný pane“, „Vaše Milosti“, „Vaše Excelence“, „Vaše Eminence“ a „Vaše Svatosti“.
Ve vnitrocírkevním styku se při oslovení pro kněze používá jednoduchá familiární forma: „Otče“; u biskupa „Otče biskupe“, popř. „Otče arcibiskupe“. U kardinála se však oslovení „Otče“ nepoužívá, nýbrž pouze „Pane kardinále“, podobně u opata, protože se jedná o církevní funkci a ne stav. Podobně ani ostatní církevní funkce se nespojují s oslovením „Otče“, nýbrž vždy s „Pane“.
U řeholníků se používá: „Otče + řeholní jméno“; pokud se nejedná o kněze: „Bratře + řeholní jméno“ (např. „Bratře Lukáši“). U řádové sestry „Sestro + řeholní jméno“ (např. „Sestro Terezie“); jedná-li se o vyšší řeholní představenou, oslovuje se „Matko + řeholní jméno“ (např. „Matko Vojtěcho“). Formy oslovení u řeholníků s použitím slova „Ctihodný/á“ (např. „Ctihodný bratře“, „Ctihodná sestro“ nebo „Velebná či Ctihodná matko“) jsou možné, ale bývají považovány za archaické. Středověké oslovení „kněže“ je již zaniklé s výjimkou liturgických textů (např. v písni Jezu Kriste, ščedrý kněže).
Pokud se jedná o společenský styk na pomezí civilního a vnitrocírkevního prostředí (nefamiliární prostředí), nahrazuje se slovo Otec slovem Pan. V tomto případě se u kněze používá slovo „Pane + funkce“ (např. „Pane faráři“, „Pane děkane“, „Pane probošte“ atd.). Za společensky nepřístojné se však považuje oslovení: „Pane Páter“, „Pane Otče“ či „Pane knězi“, protože zde se nejedná o funkci, ale o stav dotyčného. U biskupa nebo kardinála lze použít oslovení: „Pane biskupe“, „Pane arcibiskupe“ nebo „Pane kardinále“.

## Vývoj církevní titulatury
Latinské titulus, ve vlastním významu „nápis“, znamená zde přeneseně „slavné jméno“ či „vyznamenání“. Podle Yvese Congara lze vysledovat čtyři období, během nichž počet veřejných poct, predikátů a důraz na jejich užívání vzrostl:
1. v období po roce 313, kdy došlo ke konstantinovském obratu a křesťanství přestalo být římskou říši pronásledovanou vírou;
2. v období vlády Karla Velikého (771–814), která byla opřena o říšskou církev;
3. v období pontifikátu Řehoře VII. (1073–1085), v jehož průběhu došlo k počáteční fázi boje o investituru;
4. v období po Tridentském koncilu.

V těchto zlomových etapách, kdy došlo k vytvoření nových funkcí nebo k výrazné změně jejich dosavadní náplně, došlo také k vytvoření nových titulů. První období konstantinovského obratu přinesl duchovním prvek osobní chvály (latinsky laus, laudatio), období Karla Velikého k tomu přidalo prvek výjimečné schopnosti a období první fáze bojů o investituru prvek stavovské uzavřenosti. Všechny tyto prvky pak nesl titul potridentského klerika.

### Pokonstantinovský klerik
Tzv. „chvály“ (laudatio) země, národa, osob atd. obsažené v raně středověkých kronikách navázaly na starověký literární žánr. U duchovních osob se díky této tradici chval vyzdvihovala cílevědomá péče o církev nebo dosažené vzdělání. Podobně jako u dobrého panovníka, který je ctnostný, středověké kroniky, letopisy a další literární zdroje zachycují obraz ideálního duchovního. Je jím většinou biskup nebo opat. Okamžikem nástupu do církevního úřadu obdržel církevní představený kromě jiných vnějších odznaků také příslušný predikát, který vyjadřoval jeho novou úlohu. Tuto novou úlohu již před nastupujícím církevním představeným zastával velmi dobře někdo jiný. Typickým příkladem je mučedník sv. Vojtěch, po jehož smrti se uprázdněný biskupský trůn začal nazývat titulem svatovojtěšský stolec. Církevní titul se následně stal nejen odkazem na uznávanou autoritu minulosti, vyjádřením převzetí této autority v přítomnosti, ale také výrazem chvály, respektive zkráceným vyjádřením chvalořeči na toho, kdo byl jeho nositelem.

### Prvek výjimečnosti
Církevní tituly mají poukazovat na kvality nositelů a vyjadřují tak jejich určitou výjimečnost založenou na kněžském svěcení, které vtiskuje nesmazatelné znamení (latinsky character indelebilis). V den přijetí kněžského svěcení (II. stupně) obdrží svěcenec moc proměňovat eucharistii, zpovídat a udělovat ostatní svátosti církve kromě svěcení dalších kněží, které náleží biskupovi (III. stupeň svěcení). Ve společnosti, která i v mimocírkevním prostředí přesně definovala stupně důstojenství, patřilo správné oslovování k dobovému komunikačnímu kodexu. Stále rostoucí potřeba vyjadřovat posvěceným služebníkům úctu v rozsahu jejich úřednické kariéry (latinsky cursus honorum) se postupně v stalo běžným v církvi i v mimocírkevním prostředí použitím přívlastků a přídomků určujících pozici dotyčného klerika.

### Stavovská uzavřenost
Klérus se postupně profiloval jako uzavřená sociální skupina, do níž se vstupovalo přijetím tonsury. Aktem přijetí tonsury se z laického stavu dotyčný stal klerikem s právy a povinnostmi vyplývajícímu z jeho nového stavu, jasně odlišeného od jiných stavů ve společnosti.

### Užití v potridentské praxi
Použití církevních titulů po skončení Tridentského koncilu se od roku 1564 stalo běžnou praxí až do současnosti. Nejběžněji užívaný titul u nižších kleriků je Důstojný pán, latinsky Reverendus dominus (za určitých podmínek i forma v superlativu Reverendissimus dominus); ve zkrácené formě Rev. dom. nebo R.D. Tento nejběžnější titul v sobě obsahuje důraz na váženost či důstojnost oslovované osoby.

Příkladem označení výjimečnosti, zde ve smyslu vyššího postavení, může posloužit titul Jeho Excelence. Tento titul pochází z latinského slova excelentia, které znamená „výtečnost“, „znamenitost“ či „přednost“. Původně to byl titul langobardských, posléze franckých a říšských panovníků. V 15. století titul začala užívat italská knížata a říšská hrabata, od přelomu 16. a 17. století se objevuje u velvyslanců. Do církevní titulatury přešel později. Na začátku 21. století jej užívají prezidenti, ministerští předsedové, ministři, velvyslanci, generálové, arcibiskupové, biskupové, hrabata a baroni.
Titul Jeho Eminence, který pro kardinály zavedl v roce 1630 papež Urban VIII. (pontifikát v letech 1623–1644) odráží snahu Svatého stolce o zdůraznění vážnosti role jeho reprezentantů na mezinárodním poli a vyrovnání se diplomatické reprezentaci ostatních států.

## Oficiální titulatura kleriků
| Stupeň důstojenství                                             | Potridentský titul                                                                     | Oslovení (vokativ)                                      | Zkratka                  |
| papež                                                           | Jeho Svatost                                                                           | Vaše Svatosti                                           | PP.                      |
| kardinál                                                        | Jeho Eminence (Nejdůstojnější pán) Reverendissimus Dominus                             | Vaše Eminence (Nejdůstojnější pane kardinále)           | J.Em.                    |
| (arci)biskup                                                    | Jeho Excelence (Nejdůstojnější pán) Reverendissimus Dominus Excellentia Reverendissima | Vaše Excelence (Nejdůstojnější pane (arci)biskupe)      | J.Exc.                   |
| opat nullius, opat, prelát, kanovník, monsignore                | Jeho Milost (Vysoce důstojný pán) Amplissimus Dominus                                  | Vaše Milosti (Vysoce důstojný pane) Amplissime (Domine) | J.M. (Vdp.) AMPLMUS      |
| vikář, (arci)děkan, arcikněz a jim na roveň postavení klerikové | Veledůstojný pán Admodum Reverendus Dominus                                            | Veledůstojný pane                                       | A.R.D. (Vldp.)           |
| farář, kaplan                                                   | Důstojný pán (Velebný pán) Reverendus Dominus                                          | Důstojný pane (Velebný pane)                            | R.D. Dp. (Vp.) Rev. dom. |
| seminarista                                                     | Ctihodný pán                                                                           | Ctihodný pane                                           | Ct.p.                    |

Řidčeji se superlativní forma Reverendissimus (Nejdůstojnější) objevuje i při oslovování nižšího kléru pro zdůraznění váženosti osoby nebo v případě vokativu (Reverendissime) u kněze, kde je v češtině obtížné použít latinský nominativ. U biskupů se latinský vokativ (Reverendissime) v češtině nepoužívá. Oslovení „Reverende“ se v češtině u římskokatolických kněží nepoužívá, je možné se s ním setkat u duchovních protestantských církví.

U seminaristů církevní představení někdy při oslovení používají superlativ latinského slova carus – carissimus (milý, drahý – nejmilejší, nejdražší), i když se nejedná o doslovný překlad slova ctihodný. Oslovení Carissime (pl. Carissimi), má obecnější rozměr a používají ho církevní představení vůči podřízeným. Zatímco oslovení „Ctihodný/á“ („Velevážený/á“) koresponduje s latinským výrazem Honorabilis (pl. Honorabiles), používaným též při akademických obřadech a diplomatických službách v anglosaském světě, nebo s přídomkem Venerabilis. Slovo venerabilis je v římskokatolické církvi zpravidla vyhrazeno pro osoby, u nichž se uvažuje o kanonickému procesu, tedy osoby již zemřelé.

Existují také různé spojení při oslovení, např. zastává-li někdo více úřadů či důstojností: Reverendissimus ac Amplissimus Dominus, nebo Reverendissimus Perillustris ac Amplissimus Dominus aj.

## Jiné tituly kleriků, řeholníků a řeholnic
| Hodnost                | Titul                 | Oslovení                          | Zkratka                                                      | Funkce |
| Abbé                   | (fr.) Otec            | Abbé                              | P.                                                           | duchovní bez kněžského úřadu |
| Kvardián nebo Guardián | Strážce (lat. Custos) | Otče kvardiáne                    |                                                              | představený františkánského kláštera, z italského guardia – stráž |
| Monsignore             | (fr.) Můj pán         | Monsignore (vysloveno: monsiňore) | Msgre. nebo Mons.                                            | čestný titul udělovaný knězi papežem (biskup má tento titul od papeže udělen od svého jmenování), generální vikář diecéze (nejedná-li se zároveň o řeholníka) mívá tento titul propůjčen po dobu výkonu tohoto úřadu a následně jej opět pozbývá |
| Pater                  | (lat.) Otec           | Otče                              | P.                                                           | používá se u řeholního kněze (naopak nepoužívá se jako titul diecézního kněze) |
| Probošt                | Jeho Milost           | Vaše Milosti                      | J.M.                                                         | představený kapituly |
| Převor                 | Důstojný pán          | Důstojný pane                     | R.D. nebo Rev.dom.                                           | představený méně významného kláštera nebo zástupce opata v klášterech, které vede opat |
| Řeholník               | Ctihodný bratr        | Ctihodný bratře                   | Ct.br.                                                       | řeholní bratr, který nepřijal kněžské svěcení |
| Fráter                 | Bratr                 | Bratře                            | Fr.                                                          | řeholník |
| Abatyše                | Matka představená     | (Ctihodná nebo Velebná) matko     | Ct.m. nebo Rev.da. (Reverenda domina, Reverendissima domina) | představená ženského řeholního společenství |
| Převorka               | Sestra představená    | (Ctihodná nebo Velebná) sestro    | Ct.s.                                                        | představená méně významného kláštera nebo zástupce představené v klášterech, které vede abatyše |
| Řeholnice              | Sestra                | Sestro                            | Sr.                                                          | řeholní sestra |